# Code Baudot

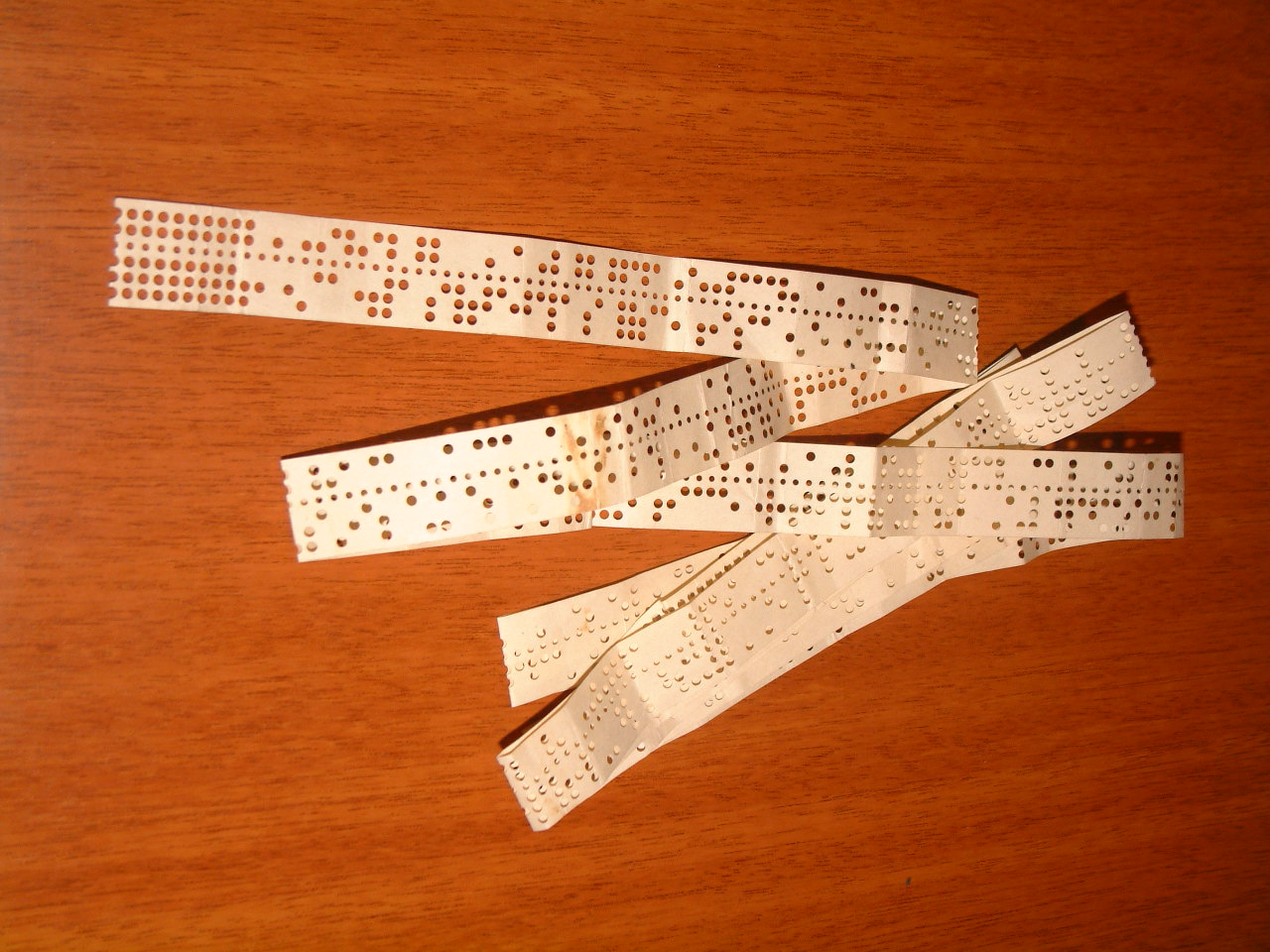
Bande de papier avec des trous représentant des caractères du « code Baudot ».

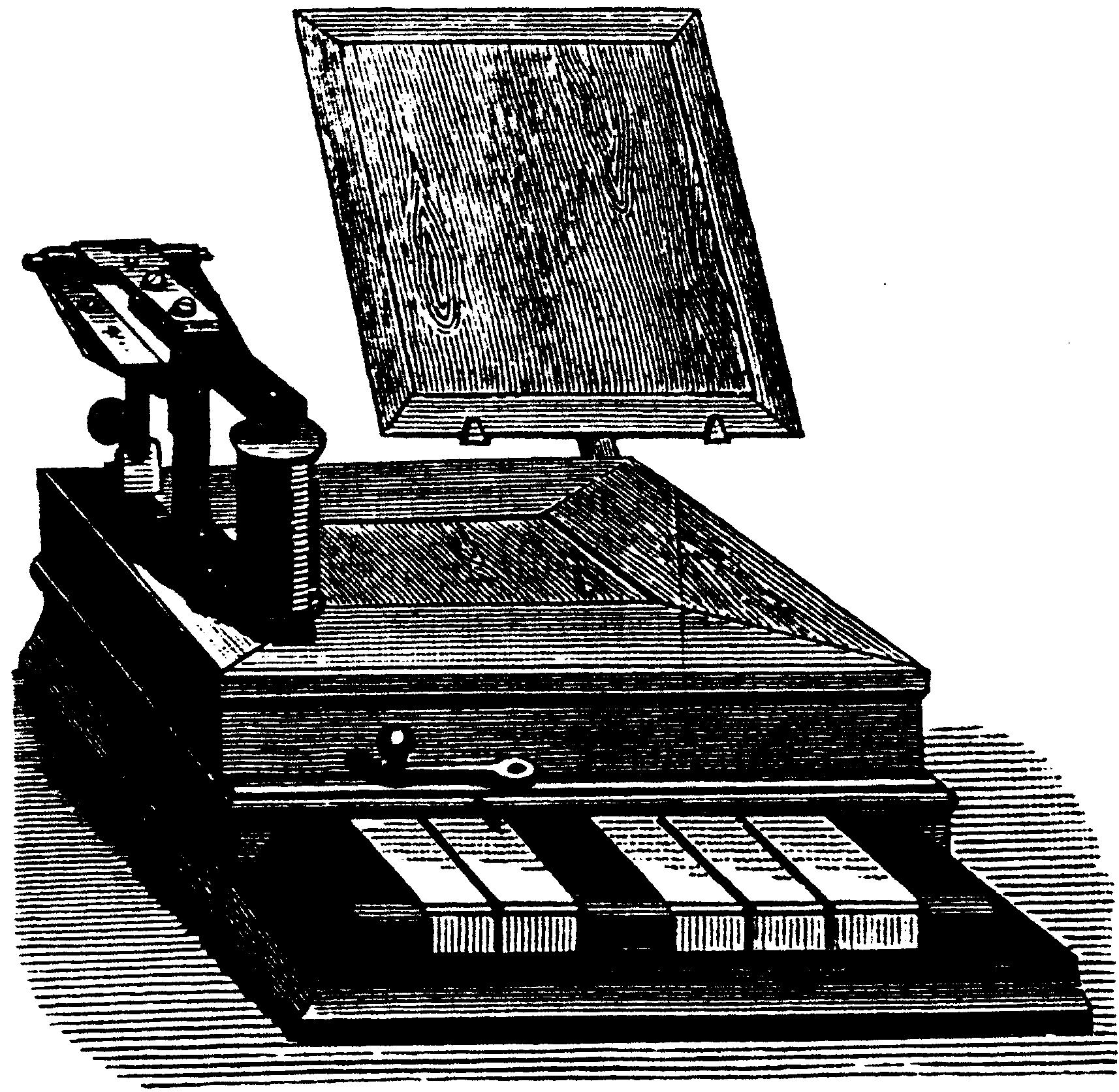
Le clavier et ses cinq touches, 1884.

Le code Baudot est dans l'histoire un des premiers codages des caractères binaires. Il est plus ancien que le code ASCII par exemple. Il est aussi appelé code télégraphique Alphabet International (AI) no 1 ou Alphabet International (AI) no 2 ou code CCITT no 2.
C'est un code binaire : chaque caractère est codé par une série de 5 bits (0 ou 1), ce qui permet 25 = 32 combinaisons. Ces 32 caractères ne suffisent pas pour coder les lettres (26), les chiffres (10), les signes opératoires (+-/x=), la ponctuation (, ;.:!?), et les autres symboles (&, #..) ; le code Baudot utilise donc deux jeux de caractères appelés Lettres (Lower Case) et Chiffres (Upper Case). Le jeu de caractères Chiffre comprend les signes opératoires et de ponctuation et les autres symboles. Deux caractères, Inversion Lettres et Inversion Chiffres (code 31 et 27), permettent le passage d'un jeu de caractères à l'autre.
Il s'agit donc du premier codage des caractères mécanisé.
Évidemment, l’inconvénient réside dans des commutations fréquentes. D’autre part, ce code, bien qu’il soit plus riche que le code Morse international, ne traite pas les minuscules et certains symboles.

## Historique
Le premier code Baudot a été développé par Émile Baudot en 1874 pour les lignes de télégraphie électrique : il s'agit de l'Alphabet international no 1.
Les caractères étaient composés à l'aide d'un clavier à cinq touches, où chaque touche correspondait à l'un des cinq bits de chaque caractère.
En 1877, l'installation quintuple permet cinq fonctionnements simultanés et donc un débit cinq fois plus grand.
Différents arrangements ont ensuite été normalisés et adoptés pour les communications internationales, comme l'alphabet international no 1 et l'alphabet international no 2.
La technologie du ruban perforé est abandonnée avec le Télex, un réseau de communication entre téléscripteurs, mis en place à partir des années 1930 et encore en service au début du XXIe siècle, bien que massivement remplacé par d'autres technologies.
La notion de codage des caractères était née. Différentes évolutions techniques ont permis d'augmenter le nombre de caractères représentables en passant de cinq à six (six bits), puis sept et huit bits (octet), pour représenter respectivement 32, 64, 128 et 256 symboles.
Le principe de codage des caractères par un système binaire abstrait de taille fixe est toujours utilisé de nos jours dans les systèmes de télécommunications bien que le nombre de caractères et leur système de représentation ait considérablement évolué.

## Objectif
Cet appareil a permis de composer des dépêches.
L'utilisation du multiplexage a permis d'atteindre 3 000 mots par heure en duplex contre 1 000 mots par heure en morse duplex.
Ce chiffre s'obtient en comptant 25 mots pour 165 lettres. Cette vitesse était obtenue grâce à une roue qui permettait de multiplexer plusieurs communications (de l'ordre de quatre ou six simultanées).
Le dispositif était basé sur un clavier à cinq touches pouvant être pressées simultanément et qui chacune pouvait produire un courant positif ou négatif (voir bit).
Cette information binaire est représentée ci-dessous par ⬜ pour l'absence de perforation, ou par ⬛ pour une perforation, enchaînées par séquence de 5.
Ce code de 32 valeurs était composé de 2 plages de 28 caractères imprimables et de quatre codes de contrôle.
Les quatre codes de contrôle permettaient :
- ⬜⬜⬜⬜⬜ de gérer une espace ou un état de repos (NULL) ;
- ⬜⬜⬜⬜⬛ de basculer au mode lettres (LTRS) ;
- ⬜⬜⬜⬛⬜ de basculer au mode figures (FIGS) pour les chiffres, ponctuations et symboles ;
- ⬜⬜⬜⬛⬛ d'indiquer une erreur de composition du caractère précédemment transmis (DEL).

## Évolution
Les codes initiaux ont été le code Baudot et l'alphabet n°1.
Vers 1901, l'inventeur Donald Murray (en) modifie le code Baudot original en réorganisant les caractères, ajoute de nouveaux symboles parmi les 32 possibles , et introduit les jeux de caractères[réf. souhaitée]. Comme il souhaitait utiliser un clavier de machine à écrire, il n'y avait plus de correspondance physique entre le code et la disposition des touches. Il organisa donc les caractères pour que les caractères les plus courants génèrent un nombre minimal de perforations parmi les cinq possibles, ce qui minimise l'usure du matériel.
En 1911, aux États-Unis, la machine Morkrum est munie d'un clavier de machine à écrire d'un code à cinq perforations et d'un imprimeur, capable d'annuler un caractère en poinçonnant les cinq trous, le tout fonctionnant à une vitesse de 360 lettres à la minute ou six lettres à la seconde. La transmission quadruplex permet d'augmenter le débit en faisant passer deux émissions et deux réceptions sur un même fil.
La Western Union modifia le code de Murray, en éliminant certains caractères. Le code obtenu est le code actuel — parfois dit Baudot —. On présente plus bas le code US TTY, très proche du code CCITT.
En 1917, la Western Electric est dotée d'un système simplex contenant en plus des cinq informations du code, une information de start et une information du stop permettant de démarrer et d'arrêter la transmission des cinq bits à l'aide de deux électro-aimants, pour les lignes de grande longueur.
En 1917, la réception dispose également d'une touche LF (line feed) et d'une touche CR (carriage return).
En 1921, aux États-Unis, trois systèmes basés sur une transmission start-stop ont atteint le succès commercial. Il s'agit notamment du système Morkrum et du système Western Union.
Lors de la standardisation de ce code à un niveau international, le code US TTY a été modifié pour donner le code CCITT no 2. Il en diffère par une inversion (BEL et ') et des définitions additionnelles dans les FIGS (#, & et !), laissées volontairement non définies par le CCITT no 2 pour permettre des usages nationaux/locaux.
En hommage à Émile Baudot, une partie de son nom désigne l'unité de mesure du débit de signal, le Baud (symbole Bd).

## Utilisation et application
En décembre 1899, après avoir expérimenté avec succès l'appareil entre Marseille et Alger, on décide de développer l'usage de l'appareil Baudot sur les câbles sous-marins d'Algérie.
L'appareil Baudot peut être utilisé avec deux fils : un fil sert alors à la transmission, et l'autre à la réception. Le code Baudot est utilisé dans le réseau Télex. Il est également mis en œuvre dans certaines versions du radiotélétype.
Le principe de perforation sur un nombre fixe de bits a été repris, en changeant à la fois le système de codage et le format du support, dans le système des cartes perforées. Il a également inspiré le Manchester Mark I.

## Variations et standardisations
Le principe du code Baudot basé sur cinq bits, avec deux contextes (lettres et chiffres) a continué à être utilisé avec certaines variations. Pour une bonne compréhension entre des parties différentes, une standardisation a dû s'imposer.
Le principe du code Baudot est repris à un niveau dans les Alphabets internationaux no 1 et no 2.
À un niveau local, on le retrouve dans le Code US TTY.

### Code original et Alphabet internationalno1

#### Code continental et britanniques
| \| Europe \| Europe \| Europe \| Europe \| Europe \| Europe \| Europe \| clés de tri \| clés de tri \| Royaume-Uni \| Royaume-Uni \| Royaume-Uni \| Royaume-Uni \| Royaume-Uni \| Royaume-Uni \| Royaume-Uni \| Royaume-Uni \| clés de tri \| \| V \| IV \| Lettre \| Chiffre \| I \| II \| III \| Continental \| Gray [6] \| Let. \| \\| Fig. \| V \| IV \| \| I \| II \| III \| Britannique \| \| ------ \| ------ \| ------- \| ------- \| ------ \| ------ \| ------ \| ----------- \| ----------- \| ----------- \| ----------- \| ----------- \| ----------- \| ----------- \| ----------- \| ----------- \| ----------- \| ----------- \| \| \| \| \| \| \| \| \| - \| - \| \| \| \| \| \| \| \| \| - \| \| \| \| A \| 1 \| ● \| \| \| \| \| A \| 1 \| \| \| \| ● \| \| \| \| \| \| \| É \| & \| ● \| ● \| \| \| \| / \| 1/ \| \| \| \| ● \| ● \| \| \| \| \| \| E \| 2 \| \| ● \| \| \| \| E \| 2 \| \| \| \| \| ● \| \| \| \| \| \| I \| o \| \| ● \| ● \| \| \| I \| 3/ \| \| \| \| \| ● \| ● \| \| \| \| \| O \| 5 \| ● \| ● \| ● \| \| \| O \| 5 \| \| \| \| ● \| ● \| ● \| \| \| \| \| U \| 4 \| ● \| \| ● \| \| \| U \| 4 \| \| \| \| ● \| \| ● \| \| \| \| \| Y \| 3 \| \| \| ● \| \| \| Y \| 3 \| \| \| \| \| \| ● \| \| \| \| ● \| B \| 8 \| \| \| ● \| \| \| B \| 8 \| \| ● \| \| \| \| ● \| \| \| \| ● \| C \| 9 \| ● \| \| ● \| \| \| C \| 9 \| \| ● \| \| ● \| \| ● \| \| \| \| ● \| D \| 0 \| ● \| ● \| ● \| \| \| D \| 0 \| \| ● \| \| ● \| ● \| ● \| \| \| \| ● \| F \| f \| \| ● \| ● \| \| \| F \| 5/ \| \| ● \| \| \| ● \| ● \| \| \| \| ● \| G \| 7 \| \| ● \| \| \| \| G \| 7 \| \| ● \| \| \| ● \| \| \| \| \| ● \| H \| h \| ● \| ● \| \| \| \| H \| ¹ \| \| ● \| \| ● \| ● \| \| \| \| \| ● \| J \| 6 \| ● \| \| \| \| \| J \| 6 \| \| ● \| \| ● \| \| \| \| \| \| ● \| Figure \| Blank \| \| \| \| \| \| Fig. \| Bl. \| \| ● \| \| \| \| \| \| \| ● \| ● \| Erasure \| Erasure \| \| \| \| \| \| * \| * \| ● \| ● \| \| \| \| \| \| \| ● \| ● \| K \| ( \| ● \| \| \| \| \| K \| ( \| ● \| ● \| \| ● \| \| \| \| \| ● \| ● \| L \| = \| ● \| ● \| \| \| \| L \| = \| ● \| ● \| \| ● \| ● \| \| \| \| ● \| ● \| M \| ) \| \| ● \| \| \| \| M \| ) \| ● \| ● \| \| \| ● \| \| \| \| ● \| ● \| N \| N° \| \| ● \| ● \| \| \| N \| £ \| ● \| ● \| \| \| ● \| ● \| \| \| ● \| ● \| P \| % \| ● \| ● \| ● \| \| \| P \| + \| ● \| ● \| \| ● \| ● \| ● \| \| \| ● \| ● \| Q \| / \| ● \| \| ● \| \| \| Q \| / \| ● \| ● \| \| ● \| \| ● \| \| \| ● \| ● \| R \| – \| \| \| ● \| \| \| R \| – \| ● \| ● \| \| \| \| ● \| \| \| ● \| \| S \| ; \| \| \| ● \| \| \| S \| 7/ \| ● \| \| \| \| \| ● \| \| \| ● \| \| T \| ! \| ● \| \| ● \| \| \| T \| ² \| ● \| \| \| ● \| \| ● \| \| \| ● \| \| V \| ' \| ● \| ● \| ● \| \| \| V \| ¹ \| ● \| \| \| ● \| ● \| ● \| \| \| ● \| \| W \| ? \| \| ● \| ● \| \| \| W \| ? \| ● \| \| \| \| ● \| ● \| \| \| ● \| \| X \| , \| \| ● \| \| \| \| X \| 9/ \| ● \| \| \| \| ● \| \| \| \| ● \| \| Z \| : \| ● \| ● \| \| \| \| Z \| : \| ● \| \| \| ● \| ● \| \| \| \| ● \| \| t \| . \| ● \| \| \| \| \| – \| . \| ● \| \| \| ● \| \| \| \| \| ● \| \| Blank \| Letter \| \| \| \| \| \| Bl. \| Let. \| ● \| \| \| \| \| \| \| |        |         |         |        |        |        |             |             |             |             |             |             |             |             |             |             |             |
| Europe | Europe | Europe  | Europe  | Europe | Europe | Europe | clés de tri | clés de tri | Royaume-Uni | Royaume-Uni | Royaume-Uni | Royaume-Uni | Royaume-Uni | Royaume-Uni | Royaume-Uni | Royaume-Uni | clés de tri |
| V | IV     | Lettre  | Chiffre | I      | II     | III    | Continental | Gray        | Let.        | \| Fig.     | V           | IV          |             | I           | II          | III         | Britannique |
| |        |         |         |        |        |        | -           | -           |             |             |             |             |             |             |             |             | -           |
| |        | A       | 1       | ●      |        |        |             |             | A           | 1           |             |             |             | ●           |             |             |             |
| |        | É       | &       | ●      | ●      |        |             |             | /           | 1/          |             |             |             | ●           | ●           |             |             |
| |        | E       | 2       |        | ●      |        |             |             | E           | 2           |             |             |             |             | ●           |             |             |
| |        | I       | o       |        | ●      | ●      |             |             | I           | 3/          |             |             |             |             | ●           | ●           |             |
| |        | O       | 5       | ●      | ●      | ●      |             |             | O           | 5           |             |             |             | ●           | ●           | ●           |             |
| |        | U       | 4       | ●      |        | ●      |             |             | U           | 4           |             |             |             | ●           |             | ●           |             |
| |        | Y       | 3       |        |        | ●      |             |             | Y           | 3           |             |             |             |             |             | ●           |             |
| | ●      | B       | 8       |        |        | ●      |             |             | B           | 8           |             | ●           |             |             |             | ●           |             |
| | ●      | C       | 9       | ●      |        | ●      |             |             | C           | 9           |             | ●           |             | ●           |             | ●           |             |
| | ●      | D       | 0       | ●      | ●      | ●      |             |             | D           | 0           |             | ●           |             | ●           | ●           | ●           |             |
| | ●      | F       | f       |        | ●      | ●      |             |             | F           | 5/          |             | ●           |             |             | ●           | ●           |             |
| | ●      | G       | 7       |        | ●      |        |             |             | G           | 7           |             | ●           |             |             | ●           |             |             |
| | ●      | H       | h       | ●      | ●      |        |             |             | H           | ¹           |             | ●           |             | ●           | ●           |             |             |
| | ●      | J       | 6       | ●      |        |        |             |             | J           | 6           |             | ●           |             | ●           |             |             |             |
| | ●      | Figure  | Blank   |        |        |        |             |             | Fig.        | Bl.         |             | ●           |             |             |             |             |             |
| ● | ●      | Erasure | Erasure |        |        |        |             |             | *           | *           | ●           | ●           |             |             |             |             |             |
| ● | ●      | K       | (       | ●      |        |        |             |             | K           | (           | ●           | ●           |             | ●           |             |             |             |
| ● | ●      | L       | =       | ●      | ●      |        |             |             | L           | =           | ●           | ●           |             | ●           | ●           |             |             |
| ● | ●      | M       | )       |        | ●      |        |             |             | M           | )           | ●           | ●           |             |             | ●           |             |             |
| ● | ●      | N       | N°      |        | ●      | ●      |             |             | N           | £           | ●           | ●           |             |             | ●           | ●           |             |
| ● | ●      | P       | %       | ●      | ●      | ●      |             |             | P           | +           | ●           | ●           |             | ●           | ●           | ●           |             |
| ● | ●      | Q       | /       | ●      |        | ●      |             |             | Q           | /           | ●           | ●           |             | ●           |             | ●           |             |
| ● | ●      | R       | –       |        |        | ●      |             |             | R           | –           | ●           | ●           |             |             |             | ●           |             |
| ● |        | S       | ;       |        |        | ●      |             |             | S           | 7/          | ●           |             |             |             |             | ●           |             |
| ● |        | T       | !       | ●      |        | ●      |             |             | T           | ²           | ●           |             |             | ●           |             | ●           |             |
| ● |        | V       | '       | ●      | ●      | ●      |             |             | V           | ¹           | ●           |             |             | ●           | ●           | ●           |             |
| ● |        | W       | ?       |        | ●      | ●      |             |             | W           | ?           | ●           |             |             |             | ●           | ●           |             |
| ● |        | X       | ,       |        | ●      |        |             |             | X           | 9/          | ●           |             |             |             | ●           |             |             |
| ● |        | Z       | :       | ●      | ●      |        |             |             | Z           | :           | ●           |             |             | ●           | ●           |             |             |
| ● |        | t       | .       | ●      |        |        |             |             | –           | .           | ●           |             |             | ●           |             |             |             |
| ● |        | Blank   | Letter  |        |        |        |             |             | Bl.         | Let.        | ●           |             |             |             |             |             |             |

Le code Baudot se compose de 31 symboles et d'un code de changement de jeu de caractères.
Les lettres sont codées en classant les voyelles et les consonnes séparément dans l'ordre alphabétique et en suivant l'ordre du code de Gray, trois quarts de siècle avant que celui-ci ne soit breveté aux États-Unis.
Aucun lien apparent ne semble unir le codage des lettres et le codage des chiffres.
Les cinq premiers chiffres sont codés sur trois bits dans un ordre d'origine méconnue. Les cinq chiffres suivants sont codés dans le même ordre, mais avec le bit no 4 positionné.
Le code de la British Post Office est détaillé dans la table dénommée "Code Baudot (Arrangement européen et britannique)".

#### Alphabet internationalno1
L'alphabet n°1 est un accord international qui réserve certains caractères à un usage local.

### Code de Murray
| \| Motif d'impulsions (1 = marque, 0 = espace) msb à gauche \| Motif d'impulsions (1 = marque, 0 = espace) msb à droite \| Page lettres \| Page chiffres \| trous-motif-position[8] \| Ordre ETAOIN[9][source insuffisante],[10][source insuffisante] \| \| -------------------------------------------------------- \| -------------------------------------------------------- \| ---------------- \| ---------------- \| ----------------------- \| -------------------------------------------------------------- \| \| 00000 \| 00000 \| null \| null \| 0 \| * \| \| 00100 \| 00100 \| space \| space \| 1-A:3 \| * \| \| 10111 \| 11101 \| Q \| 1 \| 4-B:111-1 \| 23 \| \| 10011 \| 11001 \| W \| 2 \| 3-B:11 \| 16 \| \| 00001 \| 10000 \| E \| 3 \| 1-A:1 \| 01 \| \| 01010 \| 01010 \| R \| 4 \| 2-B:101-2 \| 09 \| \| 10000 \| 00001 \| T \| 5 \| 1-A:5 \| 02 \| \| 10101 \| 10101 \| Y \| 6 \| 3-C:1 \| 17 \| \| 00111 \| 11100 \| U \| 7 \| 3-A:111-1 \| 12 \| \| 00110 \| 01100 \| I \| 8 \| 2-A:11-2 \| 05 \| \| 11000 \| 00011 \| O \| 9 \| 2-A:11-4 \| 04 \| \| 10110 \| 01101 \| P \| 0 \| 3-B:11 \| 18 \| \| 00011 \| 11000 \| A \| – \| 2-A:11-1 \| 03 \| \| 00101 \| 10100 \| S \| BELL \| 2-B:101-1 \| 07 \| \| 01001 \| 10010 \| D \| $ \| 2-C:1001-1 \| 10 \| \| 01101 \| 10110 \| F \| ! \| 3-B:11 \| 15 \| \| 11010 \| 01011 \| G \| & \| 3-B:11 \| 21 \| \| 10100 \| 00101 \| H \| # \| 2-B:101-3 \| 08 \| \| 01011 \| 11010 \| J \| ' \| 3-B:11 \| 24 \| \| 01111 \| 11110 \| K \| ( \| 4-A:1111-1 \| 22 \| \| 10010 \| 01001 \| L \| ) \| 2-C:1001-2 \| 11 \| \| 10001 \| 10001 \| Z \| " \| 2-D \| 26 \| \| 11101 \| 10111 \| X \| / \| 4-B:111-3 \| 25 \| \| 01110 \| 01110 \| C \| : \| 3-A:111-2 \| 13 \| \| 11110 \| 01111 \| V \| ; \| 4-A:1111-2 \| 19 \| \| 11001 \| 10011 \| B \| ? \| 3-B:11 \| 20 \| \| 01100 \| 00110 \| N \| , \| 2-A:11-3 \| 06 \| \| 11100 \| 00111 \| M \| . \| 3-A:111-3 \| 14 \| \| 01000 \| 00010 \| Carriage return \| Carriage return \| 1-A:4 \| * \| \| 00010 \| 01000 \| Line feed \| Line feed \| 1-A:2 \| * \| \| 11011 \| 11011 \| Shift to figures \| \| 4-C:11 \| @ \| \| 11111 \| 11111 \| \| Shift to letters \| 5 \| @ \| |                                                          |                  |                  |                      |                                                         |
| Motif d'impulsions (1 = marque, 0 = espace) msb à gauche | Motif d'impulsions (1 = marque, 0 = espace) msb à droite | Page lettres     | Page chiffres    | trous-motif-position | Ordre ETAOIN[source insuffisante],[source insuffisante] |
| 00000 | 00000                                                    | null             | null             | 0                    | *                                                       |
| 00100 | 00100                                                    | space            | space            | 1-A:3                | *                                                       |
| 10111 | 11101                                                    | Q                | 1                | 4-B:111-1            | 23                                                      |
| 10011 | 11001                                                    | W                | 2                | 3-B:11               | 16                                                      |
| 00001 | 10000                                                    | E                | 3                | 1-A:1                | 01                                                      |
| 01010 | 01010                                                    | R                | 4                | 2-B:101-2            | 09                                                      |
| 10000 | 00001                                                    | T                | 5                | 1-A:5                | 02                                                      |
| 10101 | 10101                                                    | Y                | 6                | 3-C:1                | 17                                                      |
| 00111 | 11100                                                    | U                | 7                | 3-A:111-1            | 12                                                      |
| 00110 | 01100                                                    | I                | 8                | 2-A:11-2             | 05                                                      |
| 11000 | 00011                                                    | O                | 9                | 2-A:11-4             | 04                                                      |
| 10110 | 01101                                                    | P                | 0                | 3-B:11               | 18                                                      |
| 00011 | 11000                                                    | A                | –                | 2-A:11-1             | 03                                                      |
| 00101 | 10100                                                    | S                | BELL             | 2-B:101-1            | 07                                                      |
| 01001 | 10010                                                    | D                | $                | 2-C:1001-1           | 10                                                      |
| 01101 | 10110                                                    | F                | !                | 3-B:11               | 15                                                      |
| 11010 | 01011                                                    | G                | &                | 3-B:11               | 21                                                      |
| 10100 | 00101                                                    | H                | #                | 2-B:101-3            | 08                                                      |
| 01011 | 11010                                                    | J                | '                | 3-B:11               | 24                                                      |
| 01111 | 11110                                                    | K                | (                | 4-A:1111-1           | 22                                                      |
| 10010 | 01001                                                    | L                | )                | 2-C:1001-2           | 11                                                      |
| 10001 | 10001                                                    | Z                | "                | 2-D                  | 26                                                      |
| 11101 | 10111                                                    | X                | /                | 4-B:111-3            | 25                                                      |
| 01110 | 01110                                                    | C                | :                | 3-A:111-2            | 13                                                      |
| 11110 | 01111                                                    | V                | ;                | 4-A:1111-2           | 19                                                      |
| 11001 | 10011                                                    | B                | ?                | 3-B:11               | 20                                                      |
| 01100 | 00110                                                    | N                | ,                | 2-A:11-3             | 06                                                      |
| 11100 | 00111                                                    | M                | .                | 3-A:111-3            | 14                                                      |
| 01000 | 00010                                                    | Carriage return  | Carriage return  | 1-A:4                | *                                                       |
| 00010 | 01000                                                    | Line feed        | Line feed        | 1-A:2                | *                                                       |
| 11011 | 11011                                                    | Shift to figures |                  | 4-C:11               | @                                                       |
| 11111 | 11111                                                    |                  | Shift to letters | 5                    | @                                                       |

L'alphabet international no 2 est incompatible avec l'Alphabet international no 1 (Code Baudot original).
La logique des lettres de l'Alphabet international no 2 n'est pas apparente au premier abord.
Un seul bit est positionné (perforé) pour E et T, dix autres lettres AOINSHRDLU ne sont représentées qu'avec deux bits positionnés. Cette disposition "ET AOINSHRDLU" est donc dans un ordre ressemblant fortement à la séquence ETAOIN SHRDLU déjà connue à l'époque.
Il faut donc comprendre que les combinaisons nécessitant le moins de perforations sont associées aux caractères les plus fréquents,.
Chaque lettre prenait un demi-pouce sur les bandes perforées[source insuffisante].
Le télégraphe de Murray a été en compétition avec nombre d'autres systèmes.
Mais il permet d'effacer un caractère sans que cela n'apparaisse dans le message final, pour plaire aux businessmen.
Il a été essayé par les administrations allemandes et britanniques (y compris en Inde), notamment sur le câble Londres-Edinbourg durant quinze mois, mais aussi sur le câble Emden-Londres.
Le jeu complet d'appareil coûte alors 1 400 livres britanniques.
Le jeu complet d'appareil coûte entre 700  et   800 livres britanniques.
À titre de comparaison le clavier Morse ne coûte que dix livres environ.
Ce système a été développé en partie à Sydney, New-York, Londres et Berlin.
Le système a notamment intéressé l'ingénieur Kraatz et le Kolnische Zeitung.
Le système permettait également d'écrire en forme de page à un rythme de 120 mots par minute, dans un sens (donc 240 mots en cas de transmission dans les deux sens (duplex)), sur une distance d'un millier de miles britanniques.
Murray a également déposé un brevet sur la synchronisation automatique permettant de perfectionner les systèmes Baudot et Picard.
Le code Baudot a été utilisé en France, dans les capitales européennes majeures ainsi que dans différents pays notamment la Russie, l'Inde et le Brésil.
En France, avec le système Baudot plusieurs villes peuvent être branchées sur une seule ligne (un seul câble).
De plus, une des avancées majeures de Murray est le fait de perforer le message reçu, ce qui permet de le retransmettre automatiquement et sans erreur, vers plusieurs destinations.
Dès 1914, la Western Union dispose d'un lien entre Boston et New-York, ce qui lui permet d'échanger 3 000 messages par jour.
Entre Londres et Birmingham, 5 000 messages par jour sont échangés. Ceci contribue à un effet de réseau.
L'Alphabet international no 2 associe les chiffres et les lettres de la même manière que le clavier Qwerty de machine à écrire.
L'Alphabet international no 2 finira par être remplacé par l'Alphabet international no 5, utilisant sept bits au lieu de cinq.

### Code US TTY et Alphabet internationalno2

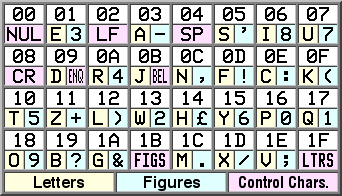
Code US TTY.

#### Code US TTY
Le code US TTY est une adaptation régionale aux États-Unis.
Il se distingue par la présences des caractères Livre (£), Dollar ($), Bel (Sonnerie), CR et LF, pour prendre en charge les deux éléments d'un retour à la ligne.
Comme le code de Murray, il correspond à une disposition de clavier QWERTY, en suivant l'ordre des chiffres 123456.
| Code    | Code  | Code | Code    | Caractères en       | Caractères en       |
| binaire | octal | héxa | décimal | mode lettres        | mode chiffres       |
| ------- | ----- | ---- | ------- | ------------------- | ------------------- |
| 00000   | 00    | 00   | 0       | Rien (NUL)          | Rien (NUL)          |
| 00001   | 01    | 01   | 1       | T                   | 5                   |
| 00010   | 02    | 02   | 2       | Retour chariot (CR) | Retour chariot (CR) |
| 00011   | 03    | 03   | 3       | O                   | 9                   |
| 00100   | 04    | 04   | 4       | espace              | =                   |
| 00101   | 05    | 05   | 5       | H                   | £                   |
| 00110   | 06    | 06   | 6       | N                   | ,                   |
| 00111   | 07    | 07   | 7       | M                   | .                   |
| 01000   | 10    | 08   | 8       | Saut de ligne (LF)  | Saut de ligne (LF)  |
| 01001   | 11    | 09   | 9       | L                   | )                   |
| 01010   | 12    | 0A   | 10      | R                   | 4                   |
| 01011   | 13    | 0B   | 11      | G                   | &                   |
| 01100   | 14    | 0C   | 12      | I                   | 8                   |
| 01101   | 15    | 0D   | 13      | P                   | 0                   |
| 01110   | 16    | 0E   | 14      | C                   | :                   |
| 01111   | 17    | 0F   | 15      | V                   | ;                   |

| Code    | Code  | Code | Code    | Caractères en           | Caractères en           |
| binaire | octal | héxa | décimal | mode lettres            | mode chiffres           |
| ------- | ----- | ---- | ------- | ----------------------- | ----------------------- |
| 10000   | 20    | 10   | 16      | E                       | 3                       |
| 10001   | 21    | 11   | 17      | Z                       | "                       |
| 10010   | 22    | 12   | 18      | D                       | $                       |
| 10011   | 23    | 13   | 19      | B                       | ?                       |
| 10100   | 24    | 14   | 20      | S                       | Sonnerie (BEL)          |
| 10101   | 25    | 15   | 21      | Y                       | 6                       |
| 10110   | 26    | 16   | 22      | F                       | !                       |
| 10111   | 27    | 17   | 23      | X                       | /                       |
| 11000   | 30    | 18   | 24      | A                       | -                       |
| 11001   | 31    | 19   | 25      | W                       | 2                       |
| 11010   | 32    | 1A   | 26      | J                       | '                       |
| 11011   | 33    | 1B   | 27      | Active le mode chiffres | Active le mode chiffres |
| 11100   | 34    | 1C   | 28      | U                       | 7                       |
| 11101   | 35    | 1D   | 29      | Q                       | 1                       |
| 11110   | 36    | 1E   | 30      | K                       | (                       |
| 11111   | 37    | 1F   | 31      | Active le mode lettres  | Active le mode lettres  |

| Code    | Code  | Code | Code    | Caractères en       | Caractères en       |
| binaire | octal | héxa | décimal | mode lettres        | mode chiffres       |
| ------- | ----- | ---- | ------- | ------------------- | ------------------- |
| 00000   | 00    | 00   | 0       | Rien (NUL)          | Rien (NUL)          |
| 00001   | 01    | 01   | 1       | T                   | 5                   |
| 00010   | 02    | 02   | 2       | Retour chariot (CR) | Retour chariot (CR) |
| 00011   | 03    | 03   | 3       | O                   | 9                   |
| 00100   | 04    | 04   | 4       | espace              | =                   |
| 00101   | 05    | 05   | 5       | H                   | £                   |
| 00110   | 06    | 06   | 6       | N                   | ,                   |
| 00111   | 07    | 07   | 7       | M                   | .                   |
| 01000   | 10    | 08   | 8       | Saut de ligne (LF)  | Saut de ligne (LF)  |
| 01001   | 11    | 09   | 9       | L                   | )                   |
| 01010   | 12    | 0A   | 10      | R                   | 4                   |
| 01011   | 13    | 0B   | 11      | G                   | &                   |
| 01100   | 14    | 0C   | 12      | I                   | 8                   |
| 01101   | 15    | 0D   | 13      | P                   | 0                   |
| 01110   | 16    | 0E   | 14      | C                   | :                   |
| 01111   | 17    | 0F   | 15      | V                   | ;                   |

| Code    | Code  | Code | Code    | Caractères en           | Caractères en           |
| binaire | octal | héxa | décimal | mode lettres            | mode chiffres           |
| ------- | ----- | ---- | ------- | ----------------------- | ----------------------- |
| 10000   | 20    | 10   | 16      | E                       | 3                       |
| 10001   | 21    | 11   | 17      | Z                       | "                       |
| 10010   | 22    | 12   | 18      | D                       | $                       |
| 10011   | 23    | 13   | 19      | B                       | ?                       |
| 10100   | 24    | 14   | 20      | S                       | Sonnerie (BEL)          |
| 10101   | 25    | 15   | 21      | Y                       | 6                       |
| 10110   | 26    | 16   | 22      | F                       | !                       |
| 10111   | 27    | 17   | 23      | X                       | /                       |
| 11000   | 30    | 18   | 24      | A                       | -                       |
| 11001   | 31    | 19   | 25      | W                       | 2                       |
| 11010   | 32    | 1A   | 26      | J                       | '                       |
| 11011   | 33    | 1B   | 27      | Active le mode chiffres | Active le mode chiffres |
| 11100   | 34    | 1C   | 28      | U                       | 7                       |
| 11101   | 35    | 1D   | 29      | Q                       | 1                       |
| 11110   | 36    | 1E   | 30      | K                       | (                       |
| 11111   | 37    | 1F   | 31      | Active le mode lettres  | Active le mode lettres  |

#### Alphabet internationalno2
Comme indiqué dans l'article anglophone, l'alphabet international no 2 dispose de plusieurs variantes.
En particulier, quatre caractères sont déjà réservés aux services intérieurs de chaque administration dès 1934; il s'agit des caractères associés aux lettres D, F, G, H  (de code 09, 0D, 14 et 1A).
Les deux tables ci-dessous reproduisent la partie chiffre de la variante alphabet Alphabet international no 2 et la variante américaine.
Sont colorés les caractères différent de l'un à l'autre.
|    | _0  | _1 | _2 | _3 | _4 | _5 | _6 | _7 | _8 | _9  | _A | _B         | _C | _D | _E | _F   |
| 0_ | NUL | 3  | LF | −  | SP | '  | 8  | 7  | CR | ENQ | 4  | BEL        | ,  | !  | :  | (    |
| 1_ | 5   | +  | )  | 2  | £  | 6  | 0  | 1  | 9  | ?   | &  | SO ou FIGS | .  | /  | =  | LTRS |

|    | _0  | _1 | _2 | _3 | _4 | _5  | _6 | _7 | _8 | _9 | _A | _B         | _C | _D | _E | _F   |
| 0_ | NUL | 3  | LF | −  | SP | BEL | 8  | 7  | CR | $  | 4  | '          | ,  | !  | :  | (    |
| 1_ | 5   | "  | )  | 2  | #  | 6   | 0  | 1  | 9  | ?  | &  | SO ou FIGS | .  | /  | ;  | LTRS |

Légende :
| - Alphabétique - Caractère de contrôle - Chiffre - Ponctuation | - Ponctuation étendue - Charactère graphique - International - Non défini |

#### Variante cyrillique
La correspondance cyrillique (russe) aux caractères latins est fournie par le système de codage MTK-2.

## Liaison série
Les bits de mise en marche (start) et d'arrêt (stop) ont été introduits en Amérique en 1907 par Charles L Krumm et  son fils H Krumm. Il a été fabriqué par Morkrum company devenu Teletype corporation, et trouve son application pratique vers 1920.
Ceci réduit la sensibilité de l’émetteur et du récepteur à la synchronisation de la rotation, et permet donc des vitesses plus rapides en bénéficiant d'une resynchronisation automatique.

### Liaison série néerlandaise
|   |   |   |   |   | W | W | W | W | W | W | W |   |   |   | I | I | I | I | I | I | I | K | K | K | K | K | K | K |   |   | I | I | I | I | I | I | I |
| - | - | - | - | - | - | - | - | - | - | - | - | - | - | - | - | - | - | - | - | - | - | - | - | - | - | - | - | - | - | - | - | - | - | - | - | - | - |
| 0 | 0 | 0 | 0 | 0 | 1 | 1 | 0 | 0 | 1 | 1 | 0 | 0 | 0 | 0 | 1 | 0 | 0 | 1 | 1 | 0 | 0 | 1 | 0 | 1 | 1 | 1 | 1 | 0 | 0 | 0 | 1 | 0 | 0 | 1 | 1 | 0 | 0 |

### Liaison série Madrid - ITA 2
Des sources indiquent le fonctionnement en circuit fermé et en circuit doublé, mais n'indiquent pas l'état de repos,.
| Donnée   |       |       |       |       |       | W | W | W | W | W | W | W |       |       |       | I | I | I | I | I | I | I | K | K | K | K | K | K | K |       |       | I | I | I | I | I | I | I |
| Codage   | x     | x     | x     | x     | x     | 0 | 1 | 1 | 0 | 0 | 1 | 1 | x     | x     | x     | 0 | 0 | 1 | 1 | 0 | 0 | 1 | 0 | 1 | 1 | 1 | 1 | 0 | 1 | x     | x     | 0 | 0 | 1 | 1 | 0 | 0 | 1 |
| Décodage | repos | repos | repos | repos | repos | M | 1 | 1 | 0 | 0 | 1 | A | repos | repos | repos | M | 0 | 1 | 1 | 0 | 0 | A | M | 1 | 1 | 1 | 1 | 0 | A | repos | repos | M | 0 | 1 | 1 | 0 | 0 | A |
| Reçu     |       |       |       |       |       | W | W | W | W | W | W | W |       |       |       | I | I | I | I | I | I | I | K | K | K | K | K | K | K |       |       | I | I | I | I | I | I | I |

| Symbole | Circuit fermé             | Courant double            |  | M/A | Début/fin                                      |
| ------- | ------------------------- | ------------------------- |  | --- | ---------------------------------------------- |
| 0       | Pas de courant            | Courant négatif           |  | M   | Mise en marche, dit bit de start, de l'anglais |
| 1       | Courant positif           | Courant positif           |  | 1   | Arrêt, dit bit de stop, également de l'anglais |
| x       | Non précisé par la source | Non précisé par la source |  |     |                                                |

## Controverse avec l'invention de Monsieur Mimault de Poitiers
(avril 2017).
Une invention similaire a été développée et brevetée par M. Mimault de Poitiers.
Mimault avait inventé plusieurs alphabets, dont un basé sur le système binaire.
Le procès concernait notamment l'alphabet.
Mimault avait notamment déposé le brevet 1301 déposé le 5 juin 1876 :
- systèmes télégraphiques multiples, imprimeurs et écrivants basés sur des combinaisons mécaniques ou graphiques provenant de « (X+1) puissance m »
- systèmes télégraphiques multiples, imprimeurs et écrivants basés sur des combinaisons de la progression 1 : 2 : 4 : 8 : 16[19].

La justice a considéré que le codage de Baudot était de même nature que celui de Mimault :
Le 18 décembre 1883, la cour de cassation s'est prononcée sur le procès opposant « M » à « B ».
« M » employé à l'administration des postes et des télégraphes.
M a étudié les « effets électriques, variant de l'unité à 31, nécessaires à la transmission des 31 signes, lettres ou caractères indispensables pour la composition de la langue électrique. »
La solution de M  utilisait 8 fils conducteurs, pour suivre la progression géométrique 1, 2, 4, 8, 16.
« B » est employé de la même administration, et a construit « un télégraphe imprimeur présentant les mêmes propriétés », « qui se traduisait automatiquement par un appareil construit suivant la même progression géométrique ».
Après l’utilisation (monopole) de l'appareil de monsieur « B » par l'administration dès postes, « le sieur M… intenta contre le sieur B… une instance en contrefaçon qui fut favorablement accueillie par le Tribunal de la Seine ».
En date du 7 mai 1880, par arrêt La Cour de Paris s'est prononcée sur appel. Elle a estimé que « le moyen de M », isolé de tout organe mécanique, était impuissant à produire quoi que ce soit et constituait « un principe abstrait et une loi purement théorique non brevetable ». Elle a en conséquence infirmé la décision des premiers juges et déclaré qu'il n'y avait pas de la part du sieur B… contrefaçon de l'appareil M…
La Cour de cassation, saisie d'un pourvoi, s'est appuyée, d'abord, sur les constatations de l'arrêt attaqué, d'où il résulte : 1° que B… a pris pour point de départ de son système une partie au moins de celui de M… et notamment l'application de la loi de progression géométrique 1, 2, 4, 8, 16 ; 2° que la disposition de son combinateur est faite en vue de cette progression et qu'il obtient 31 signaux au moyen de la même progression mécaniquement appliquée ; 3° que par là, l'appareil B… participe à certaines propriétés de l'appareil M…, qu'il existe en conséquence entre ces appareils certaines ressemblances au double point de vue du nombre des effets élémentaires à combiner et du résultat en vertu duquel on les combine.
La Cour suprême a conclu, de ces différentes constatations, que le brevet de M…, ayant pour objet une application nouvelle, soit de moyens, soit de principes connus, avait été valablement pris ; elle a jugé, par suite, que la loi du 8 juillet 1844 se trouvait violée, et elle a cassé l'arrêt de la Cour de Paris, avec renvoi devant la Cour d'appel d'Amiens.
Toutefois, la cour d'Amiens a abondé dans le sens de la cour de la Seine.
Le dernier pourvoi de Louis-Victor Mimault contre l'arrêt de la cour d'appel d'Amiens a été rejeté par la cour de cassation au profit d’Émile Baudot employé et de Dumoulin-Froment, constructeur.
Toutefois, le journal de la cour d'appel d'Amiens laisse comprendre que l'alphabet de Baudot, tel qu'il apparaît dans les deux appareils saisis le 20 mars 1876 et le 15 juin 1877, et les brevets déposés le 17 juin 1874, en comparant les détails techniques, que l'alphabet Baudot, s'il est similaire à l'alphabet de Mimault par son système binaire, pourrait être sensiblement différent. Par ailleurs, et selon la même source, ce système aurait également été présent dans les brevets Wheatstone de 1858 et Highton (en).